# Parafia Ewangelicko-Augsburska św. Mateusza w Łodzi
Parafia Ewangelicko-Augsburska św. Mateusza w Łodzi, należy do Diecezji Warszawskiej Kościoła Ewangelicko-Augsburskiego, założona została w 1929 roku. Mieści się w dzielnicy Śródmieście, przy ul. Piotrkowskiej 283 w Łodzi. W 2018 parafia liczyła około 550 wiernych.

## Wykaz proboszczów
- 1929–1945: Adolf Löffler
- 1945: Gustaw Berndt
- 1945:1951: Karol Kotula
- 1951–1979: Adolf Gloc
- 1979–1996: Mariusz Werner
- 1996–2010: Mieczysław Cieślar
- od 2010: Michał Makula[2]

## Historia
Utworzenie parafii związane było z wzrastającą na początku XX wieku liczbą luteran w Łodzi, szczególnie w jej południowych rejonach. Propozycję budowy nowego kościoła w mieście złożył I proboszcz Parafii św. Jana – ks. Wilhelm Piotr Angerstein. Kościół św. Mateusza wzniesiono w latach 1909–1928, jego projektantami byli Johanes Wende i Franz Schwechten.
Kościół poświęcono 1 listopada 1928 roku. Dzień później ulicami miasta przeszedł wielotysięczny pochód wiernych i przedstawiciele 127 organizacji trasą z kościoła św. Jana do nowo wybudowanej świątyni. Następnie zwołane Zgromadzenie Parafialne św. Jana które dokonało podziału administracyjnego macierzystej jednostki oraz wyboru proboszcza-administratora, został nim ks. Julius Dietrich. Następnie pierwsze zgromadzenie parafian św. Mateusza samodzielnie dokonało wyboru proboszcza. Funkcję tę powierzono ks. Adolfowi Löfflerowi. Od roku 1930 w pracy pomagał mu ks. Gustaw Berndt, który w 1935 r., został II proboszczem. Od 1937 roku parafia posiadała dodatkowo dwóch wikarych bracii Harego i Gerhardta Richterów.
W latach 30. XX wieku w ramach parafii działo kilka organizacji o róźnym charakterze. Przede wszystkim należały do nich stowarzyszenia śpiewacze takie jak np. Cantate, Eol, Zoar, Kościelne Towarzystwo Śpiewacze, Ewangelicko-Luterański Chór Kościelny „Chojny” (założony 2 marca 1936). Innego rodzaju organizacjami były te nastawione na działalność społeczną do których należał: Związek Kobiet (stawiający za cel propagowania zdecydowanego chrześcijaństwa), Stowarzyszenie Kobiet (organizujące akcje charytatywne), dwa związki młodzieżowe oraz Koło Pomocy.
Radykalne zmiany w funkcjonowaniu parafii przyniosły lata II wojny światowej. W pierwszych miesiącach wojny w wyniku fałszywych oskarżeń został aresztowany II proboszcz ks. Gustaw Berndt. Po przetrzymywaniu w więzieniu został zwolniony, władze okupacyjne nie pozwoliły mu na powrót do pracy w parafii św. Mateuszu. Poddano szczegółowej kontroli życie parafialne, wszelkie spotkania itp., zaś w nabożeństwach (odprawianych wyłącznie po niemiecku) mogli brać udział jedynie zarejestrowani członkowie parafii.
Sytuacja w której znaleźli się łódzcy ewangelicy po drugiej wojnie światowej stała się tragiczna. Z 75 tys. osób tego wyznania pozostało jedynie kilka tysięcy. W wyniku bezprawnych zaborów mienia przez władze państwowe oraz kościół rzymskokatolicki utracono kontrole nad dwoma kościołami: św. Trójcy i św. Jana. Całe życie społeczności luterańskiej w mieście skupiło się wokół kościoła św. Mateusza, którego pierwszym powojennym proboszczem został ks. Karol Kotula. Sprawował on funkcję proboszcza do 1951 roku, kiedy został wybrany przez Synod na Biskupa Kościoła.
Zgromadzenie Parafialne dokonało wyboru nowego proboszcza w osobie ks. Adolfa Gloca, który pełnił tę funkcję do swojej nagłej śmierci w 1979 roku. Od 1967 roku proboszczowi pomagał ks. Jan Polok – najpierw jako wikary, później jako II proboszcz. W tym okresie w parafii przebywali również wikariusze: ks. Mariusz Werner (1956–1958), ks. Jan Walter (1958–1964) oraz ks. Henryk Czembor (1965–1966). Od późnych lat 50. i przez całe lata 60. w kościele św. Mateusza odbywały się regularne koncerty organowe.
W roku 1979 proboszczem parafii został ks. Mariusz Werner, sprawujący tę funkcję do momentu przejścia na emeryturę w 1996 roku. W pracy pomagali mu wikariusze: ks. Stanisław Kujawa (1987–1988), ks. Marek Londzin (1992–1993), ks. Bogusław Milerski (1994–2000), ks. Jan Cieślar (1995–1996). W tym okresie przeprowadzono budowę Domu Parafialnego (1987–1993), który w obecnym kształcie mieści kancelarię, sale katechetyczna, salę do modlitwy, mieszkania dla księży oraz pokoje gościnne. Przeprowadzono również budowę kaplicy na cmentarzu ewangelickim przy ul. Sopockiej oraz domu gospodarczego na Starym Cmentarzu przy ul. Ogrodowej.
Po przejściu na emeryturę ks. Mariusza Wernera, na stanowisko proboszcza wybrano ks. Mieczysława Cieślara. Wprowadzenia w urząd dokonano 17 marca 1996 roku. Praktycznie jednocześnie z tym wydarzeniem, bo dzień wcześniej ks. Cieślar został wybrany przez Synod diecezjalny biskupem Diecezji Warszawskiej z siedzibą w Łodzi. W tym czasie w parafii pracowali również wikariusze: ks. dr Bogusław Milerski (1994–2000), obecnie profesor Chrześcijańskiej Akademii Teologicznej, ks. Tomasz Bujok (1999–2000), ks. Marcin Markuzel (2000–2002), ks. Wojciech Rudkowski (2002–2004), diakon Karina Chwastek (2001–2004) oraz ks. Michał Kühn w latach 2003–2004 jako wikary diecezji. W roku 2004 wikarym został ks. Michał Makula, którego cztery lata później Zgromadzenie Parafialne wybrało proboszczem pomocniczym parafii. Po nagłej i tragicznej śmierci ks. bp. Mieczysława Cieślara, zgromadzenie parafian wybrało w dniu 7 listopada 2010 roku ks. Michała Makulę na proboszcza.
Od 1996 roku za sprawą i pod artystycznym kierownictwem prof. Ireny Wisełki-Cieslar (prorektor Akademii Muzycznej w Łodzi) parafia organizuje comiesięczne koncerty organowe pod nazwą Niedziela z muzyką u św. Mateusza. Od roku 2003 parafia co roku organizuje Warsztaty Gospel, które z każdym rokiem cieszą się coraz większą popularnością. Wspiera również inicjatywy związane z dziedzictwem kulturowym luteranizmu w regionie, poprzez publikacje książkowe dotyczące tej tematyki np. Krzysztofa Stefańskiego Stary cmentarz ewangelicko-augsburski w Łodzi, Łódź 1992; Przeszłość przyszłości. Z dziejów luteranizmu w Łodzi i regionie, red. Bogusław Milerski, Krzysztof Woźniak, Łódź 1998 itp.